# Civilbefolkning

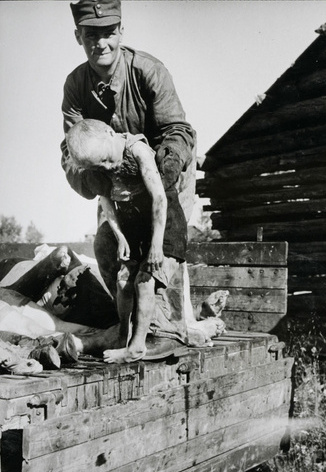
Liket efter ett finskt barn som mördats av ryska partisaner under fortsättningskriget.

Civilbefolkning i folkrättslig bemärkelse räknas personer som ej är soldater, det vill säga ej yrkesmässigt deltar i krigshandlingar, och inte heller poliser eller brandmän. Att under en väpnad konflikt attackera icke stridande civilbefolkningen utgör krigsbrott.
I krig åtskiljs civilbefolkning strikt från icke-kombattant. Icke-kombattanter är de civila personer som är en del av det militära försvaret men som inte brukar vapen för att deras stater inte låter dem göra detta. Civila kan följa armén och exempelvis utföra arbete åt försvaret (besättningspersonal, mekaniker, med mera) men fortfarande räknas som civila, så länge som de inte tillfångatas av fienden, då de ska betraktas som krigsfångar, detta eftersom krigets lagar inlemmar dem i gruppen kombattanter. Sådan militärt anställd civilbefolkning utgör ett undantag, och betraktas folkrättsligt som illegala kombattanter om de tar till vapen. Civilbefolkningen å andra sidan är inte en del av försvaret och arbetar inte åt militären. Folkrätten kräver att om det råder tvekan huruvida det är en kombattant ska personen behandlas som civilperson. Civilbefolkning som tillfångatas och som inte arbetar åt försvaret, strider eller på annat sätt följer en armé, blir inte krigsfångar om de tillfångatas. Om civilbefolkningen spontant tar till vapen mot annalkande fienden, kallas det levée en masse, vilket kan vara rättsligt försvarbart.
Civilbefolkningen är den (större) del av befolkningen som utgör civilsamhället. Avgränsningen mot den icke-civila delen av samhället, det vill säga framför allt militären, kan vara mer eller mindre skarp i olika tider och i olika samhällen. Forskare som Samuel P. Huntington har förordat en strikt skiljelinje mellan grupperna på grund av att de har olika uppgifter i samhället och därför bör omhulda olika värderingar. Morris Janowitz och andra har tvärt om hävdat att en strikt åtskillnad vore att minska militärens vilja till lydnad av folkviljan (demokrati). Ytterligare några har hävdat att det vid fall av yttre angrepp kan uppstå spänningar mellan civilbefolkningen och militären angående förfaranden vid försvar och motåtgärder, när gapet är för stort. I vissa länder är militären så åtskild från civilbefolkningen att den har egna samhällsinstitutioner, är demografiskt åtskild, och har egna regler och lagar. Länder som verkar för en större civil-militär samverkan för att kunna hantera eventuellt kommande krissituationer är exempelvis medlemmar i EU (Civil-Military Coordination, CMCO). Sådan politik har kritiserats från människorättsorganisationer för att riskera att civilbefolkningen uppfattas som legitima måltavlor i konflikter.